# NGC 5867
NGC 5867 é uma galáxia  localizada na direcção da constelação de Draco. Possui uma declinação de +55° 43' 54" e uma ascensão recta de 15 horas, 06 minutos e 24,3 segundos.
A galáxia NGC 5867 foi descoberta em 25 de Abril de 1851 por William Parsons.